# Rudolf Hyrman
Rudolf Hyrman (1921 – 17. července 2011) byl český fotbalista, útočník.

## Fotbalová kariéra
V československé lize hrál za SK Viktoria Plzeň, SK Rakovník a ČSD Plzeň. Dal 25 ligových gólů.

## Ligová bilance
| Ročník                                     | Zápasy | Góly | Klub              |
| ------------------------------------------ | ------ | ---- | ----------------- |
| Národní liga 1939/40                       | 1      | 1    | SK Viktoria Plzeň |
| Národní liga 1940/41                       | -      | 0    | SK Viktoria Plzeň |
| Národní liga 1943/44                       | -      | 17   | SK Viktoria Plzeň |
| Státní liga 1945/46                        | -      | 4    | SK Rakovník       |
| Celostátní československé mistrovství 1950 | -      | 3    | ČSD Plzeň         |
| CELKEM                                     | -      | 25   |                   |